# OpenAL
OpenAL (Open Audio Library) är plattformsoberoende programmeringsbibliotek för att effektivt skapa flerkanaligt och tredimensionellt positionerat ljud i datorspel och program. Det har använts i ett stort antal professionella spel, bland annat Battlefield 2, Doom 3, Quake 4 och ett flertal Unreal-titlar. OpenAL är också väldigt populärt i spel som använder öppen källkod. 
Bibliotekets API är designat för att vara väldigt likt det för OpenGL. OpenAL finns till alla vanliga plattformar inklusive Windows, GNU/Linux, Mac OS, Playstation 2, Xbox och Nintendo GameCube.